# متیو مک‌دونا
متیو مک‌دونا (انگلیسی: Matthew McDonough؛ زادهٔ ۱۲ مارس ۱۹۶۹) طبل‌زن اهل ایالات متحده آمریکا است. وی از سال ۱۹۹۶ میلادی تاکنون مشغول فعالیت بوده است.